# 老貓
《老貓》是倪匡筆下著名科幻小說衛斯理系列之一，講述繼《藍血人》後另一外星人的悲劇故事。

## 內容簡述
張老頭是一個行為古怪神秘的老人，因他在家中每天不停的發出敲鑿聲，及搬家時遺留的動物內臟，引起了衛斯理的關注而進入其屋所調查，而當中衛斯理面對的最大敵人竟然是張老頭家中一頭兇惡的黑貓！交手過程中連衛斯理亦感棘手，後來出動了一頭勇敢無比的猛犬「老布」才得以重創這頭妖異的黑貓，然而老布亦身負重傷幾乎奄奄一息，過程驚心動魄。然而根據黑貓斷了的一截尾巴，竟從上面的組織發現出這是一頭千年老貓！而張老頭和這頭黑貓的真正身份亦是本故事的主軸之謎。
據作者提及，《老貓》在衛斯理系列作品中，是備受注意的前十名。本故事亦曾經被改編成廣播劇、電影、漫畫。其中貓狗大戰的部份描寫得十分精采，即使是小說亦構成了豐富的視覺效果。而老貓主要想表達出外星人的另一悲劇，類似藍血人中的外星人有家歸不得的無奈。

## 主要人物
- 衛斯理 - 主角的作家。與警方熟悉的人
- 白素 - 衛斯理的妻子。
- 李同　　-第一個留意起張老頭的住客
- 王傑美　- 年輕警官
- 張老頭　- 身份神秘的老人，小說最後暗示，其可能是老猫的同類。
- 老貓　　- 活了超過3千年的外星寄居者
- 老陳　　- 愛犬之人，老布的主人
- 老布　　- 能跟老貓匹敵的猛犬

## 廣播劇
- 香港電台於1972年3月28日[1]以粵語首播《老貓》廣播劇，合共8集。
  - 播音
    - 區聰 飾演 衛斯理
    - 龍寶鈿 飾演 白素

- 香港電台於1981年11月28日及12月5日[2]以粵語首播《老貓》立體聲廣播劇，合共2集。
  - 編導：李安求
  - 播音
    - 鍾偉明 飾演 衛斯理
    - 尹芳玲 飾演 白素
    - 林友榮 飾演 老貓
    - 陳炳球 飾演 張老頭
    - 熊良錫 飾演 王傑美
    - 黃浩義 飾演 李同

  - 重溫
    - 上集 （页面存档备份，存于）
    - 下集 （页面存档备份，存于）

- 香港商業電台以粵語於1988年星期一至五，每日下午三時正播出《老貓》廣播劇，合共12集。為商台衛斯理廣播劇系列第卅一個故事。
  - 監製：金貴
  - 改編：唐寧
  - 播音
    - 朱子聰 飾演 衛斯理
    - 錢佩卿 飾演 白素
    - 楊廣培 飾演 王傑美
    - 金貴 　飾演 張老頭
    - 金剛　 飾演 老丁(原著為老陳)
    - 甄錦華 飾演 李同
    - 吳忠泰 飾演 警員
    - 李錦 　飾演 衛斯理朋友
    - 陳森 　飾演 粗魯男子
    - 陳森 　飾演 彭老闆(古董店老闆)
    - 甄錦華 飾演 陳三萬(暴發戶,原著為陶翁)
    - 朱雪梅 飾演 阿彩(僕人)
    - 陳慕賢 飾演 陳太太(原創角色)
    - 陳永信 飾演 途人
    - 吳忠泰 飾演 途人
    - 甄錦華 飾演 獸醫
    - 陳永信 飾演 化驗所所長
    - 甄錦華 飾演 郵差

- 大陸廣州電台於2004年起以粵語首播衛斯理廣播劇，由主播講出《老貓》故事。
  - 主播:向安神，少爺明
  - 合共17集

## 電影
- 老貓（The Cat），1992年的香港電影
  - 導演: 藍乃才
  - 演員表
    - 李子雄 飾演 衛斯理
    - 伍詠薇 飾演 白素
    - 葉蘊儀 飾演 少女
    - 劉兆銘 飾演 依洛
    - 劉錫賢 飾演 李同

  - 特別客串
    - 倪匡 飾演 老陳

  - 電影預告 （页面存档备份，存于）
  - 特攝場面(貓狗大戰)

## 漫畫
- 新加坡漫畫家黃展鳴於1998年8月7日發表了衛斯理《老貓》漫畫
  - 出版社：台灣時報文化
  - 封面: http://addons.books.com.tw/G/8/0010070598.jpg （页面存档备份，存于）